# Михр Султан Ханым
Михр Султан Ханым (каз. Михр Сұлтан Ханым) — потомок Чингис-хана, казахская принцесса, дочь хана Бурундука, жена узбекского принца Мухаммед Тимур-султана.
Одной из жён сына узбекского хана Шейбанихана - Мухаммед Тимур-султана была дочь казахского хана Бурундука — Михр Султан-ханум. Согласно источникам, когда Бурундук-хан и сыновья Джанибек-хана — Касым-султан и Адик-султан со всеми моголами находились в горах Ала-Тау, к ним прибыл с малочисленным отрядом Мухаммед Шейбани и нанёс им поражение. Бурундук-хан, сказав «сопротивление этому человеку не даёт никакого результата», решил стать сватом; сын Шейбани-хана, Мухаммед Тимур-султан стал ему зятем, а другую дочь Бурундук-хан выдал брату Шейбани-хана, Махмуд-султану Таким образом, Бурундук-хан завязал более близкие родственные отношения с семьей Мухаммеда Шейбани. Он выдал за него, его сына и племянника трёх своих дочерей. Предполагают, что это событие произошло в 1495 году.
В 1495 году Михр Султан Ханым вышла замуж за Мухаммад Темур-султан султана сына Махмуд султана. Михр Султан Ханым была весьма уважаемая и богатая дама в Самарканде, где у неё были огромные земельные наделы. Она была известна как покровительница науки и искусств. В 1511 году к ней подался Бурундук, покинутый своими подданными. Некоторое время спустя он скончался у неё в Самарканде. Бурундук умер в Средней Азии в 20-х годах XVI века. В тексте грамоты «Вакф-наме», которая была написана в эти годы, указывается, что Михр Султан Ханым — «потомок почитаемого хана и преславного хакана, царя Востока и Китая, покойного… Бурундук-хана».
Мехр султан ханым скончалась в Самарканде в 1520-х годах. Её могила была разрушена колониальными властями Российской империи в 1870-х годах. Где покоятся её останки в настоящее время неизвестно.